# Sight Unseen (série télévisée)
Sight Unseen  ou À première vue (Québec) est une série télévisée canadienne créée par Karen Troubetzkoy er Nikolijne Troubetzkoy, et diffusée depuis le 21 janvier 2024 sur le réseau CTV. Elle est diffusée aux États-Unis depuis le 3 avril 2024 sur le réseau The CW.
Au Québec, la série est diffusée à Super Écran et en clair sur NOOVO à partir du mercredi, 9 avril 2025 à 20 h. Elle reste inédite dans les autres pays francophones.

## Distribution

### Acteurs principaux
- Dolly Lewis (VQ : Catherine Proulx-Lemay) : Tess Avery
- Agam Darshi (VQ : Eloisa Cervantes) : Sunny Patel / Sunita Sharma
- Daniel Gillies (VQ : Frédérik Zacharek) : Jake Campbell

### Acteurs récurrents
- Jarod Joseph (VQ : Iannicko N'Doua) : Matt Alleyne
- Alice Christina-Corrigan (VQ : Geneviève Bastien) : Mia Moss
- Tony Giroux (VQ : Nicholas Savard-L'Herbier) : détective Leo Li

 Source et légende : version québécoise (VQ) sur Doublage.qc.ca

## Production
Le 6 juin 2024, CTV renouvelle la série pour une deuxième saison.

## Épisodes

### Première saison (2024)
1. Tess
2. Sunny
3. Jake
4. Mia
5. Matt
6. Lucas
7. Leo
8. Fluffed
9. Burn Notice
10. Razor's Edge

### Deuxième saison (2025)
Elle est diffusée depuis le 20 janvier 2025.
1. Runaway Bride
2. About a Boy
3. Chain Reaction
4. Murder on the Dance Floor
5. Girls Like Us
6. Lost in Translation
7. Papa Don't Preach
8. Don't Look Back
9. Strangers in a Game
10. Rekindling